# Glaciar San Rafael

Retrocesso do Glaciar San Rafael entre 1990 e 2000.

O Glaciar San Rafael é um dos maiores glaciares dos Campos de Gelo do Norte da Patagônia, no Chile. O glaciar "alimenta" a laguna San Rafael e, através desta, desagua no Canal Moraleda. É o corpo de água glaciar mais próximo do equador terrestre. o glaciar tem 760 km² de área.

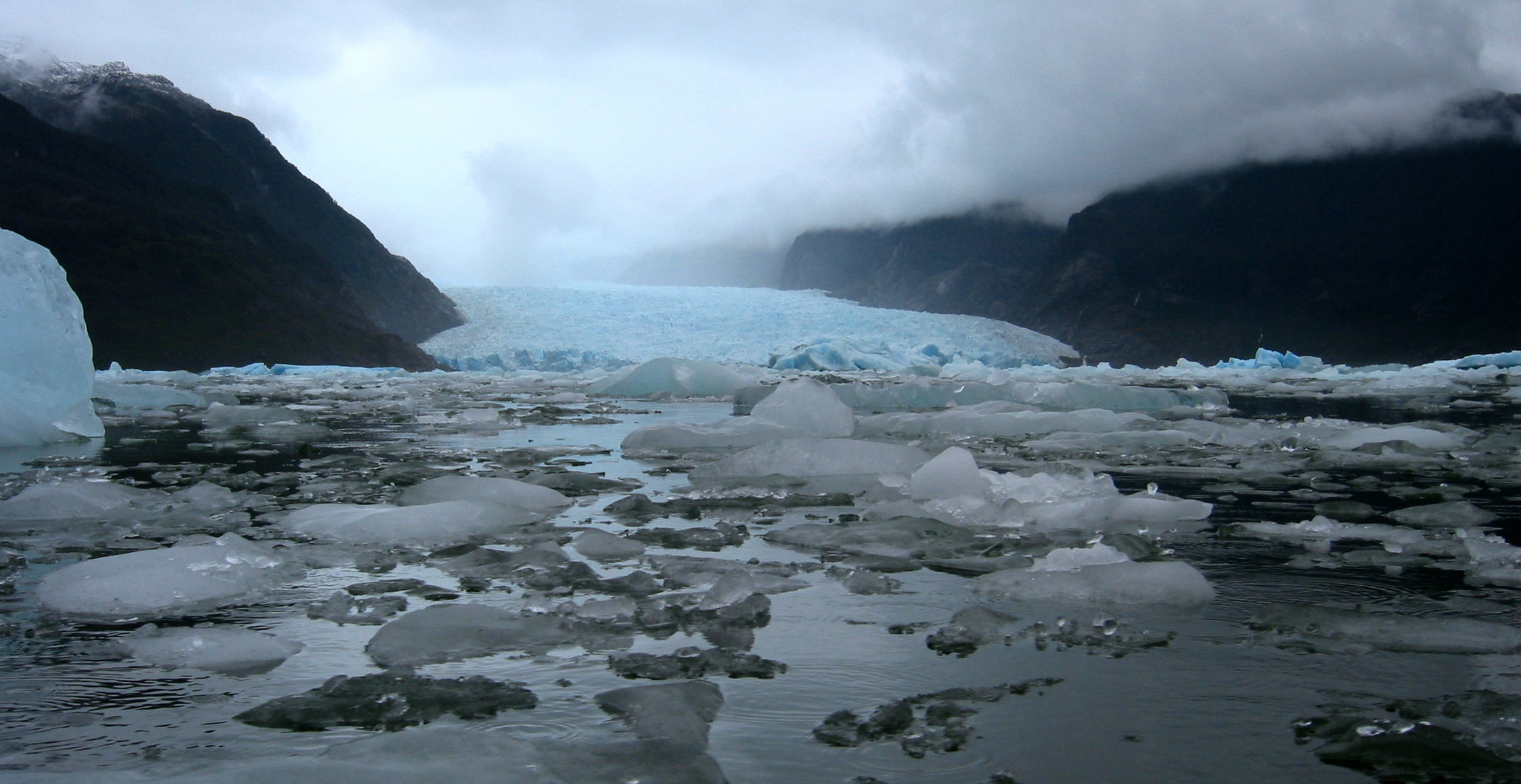
Laguna San Rafael.